# Didymocheton spectabilis
Didymocheton spectabilis (Engels: New Zealand mahogany, Maori: kohekohe) is een plantensoort uit de familie Meliaceae. Het is een middelgrote boom waarvan de boomkruin onderdeel uitmaakt van het bladerdak in bossen. De boom bereikt een groeihoogte tot 15 meter en heeft een breed uitspreidende kruin. De stam is bedekt met een lichtbruine schors en de takken zijn stevig en rechtopstaand. De heldergroene tot donkergroene bladeren zijn samengesteld en oneven geveerd. De bloemen hebben een wasachtig witte of groenachtige kleur en groeien in hangende pluimen. De vruchten zijn oranjekleurige zaden die bedekt zijn met een groene houtige schil.
De soort komt voor in Nieuw-Zeeland, waar hij aangetroffen wordt op het Noordereiland en op het Zuidereiland. Op het Zuidereiland komt de soort voor het uiterste noordoosten, van de Marlborough Sounds tot aan de rivier Hurunui, die de zuidgrens van het verspreidingsgebied vormt. Hij groeit daar in kust- en laaglandbossen, waar het een veel voorkomende en soms ook een dominante soort is.

## Synoniemen
- Alliaria spectabilis Kuntze
- Dysoxylum spectabile (G.Forst.) Hook.f.
- Hartighsea spectabilis A.Juss.
- Trichilia cauliflora Sol. ex A.Cunn.
- Trichilia spectabilis G.Forst.

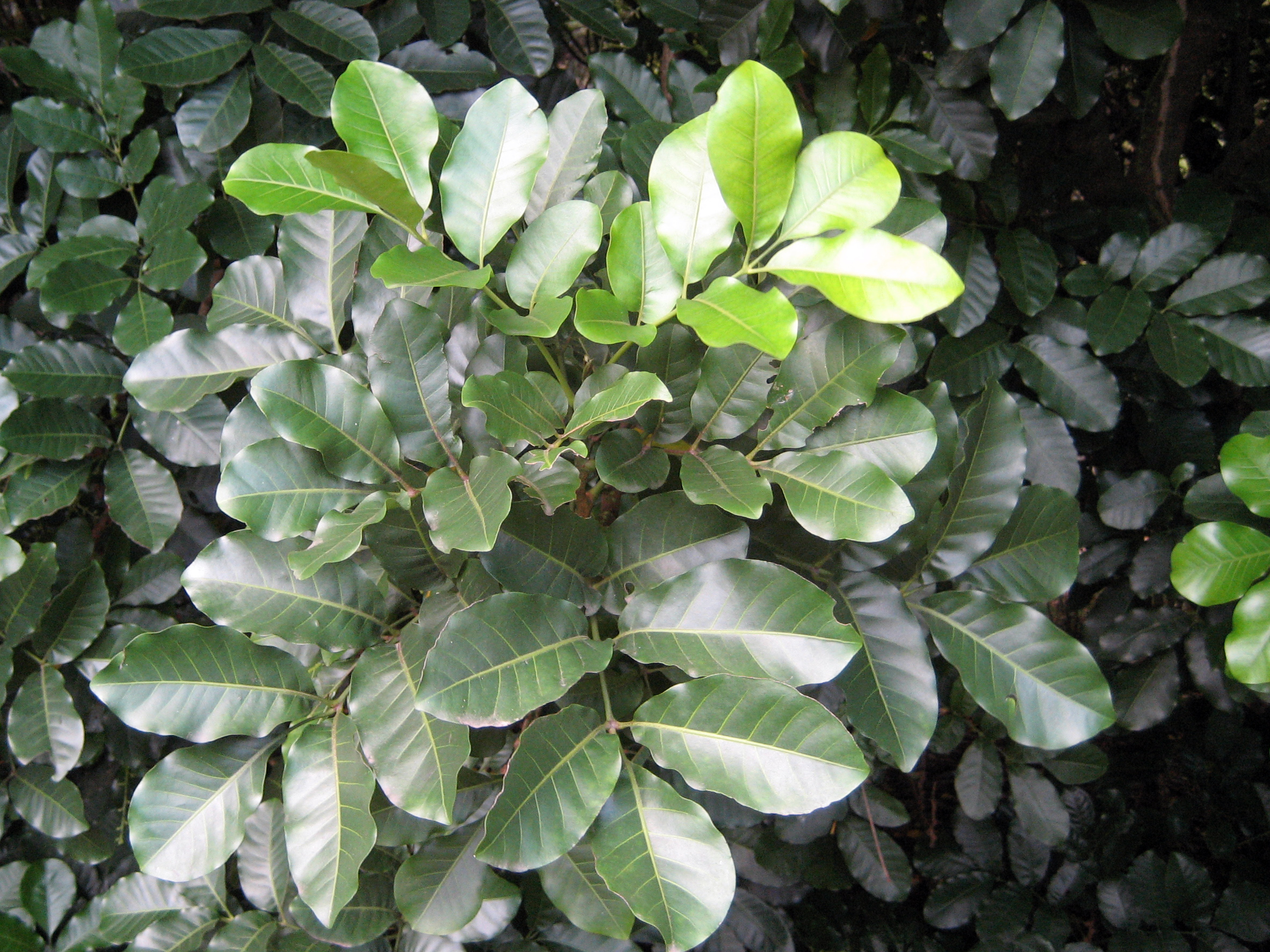
Bladeren
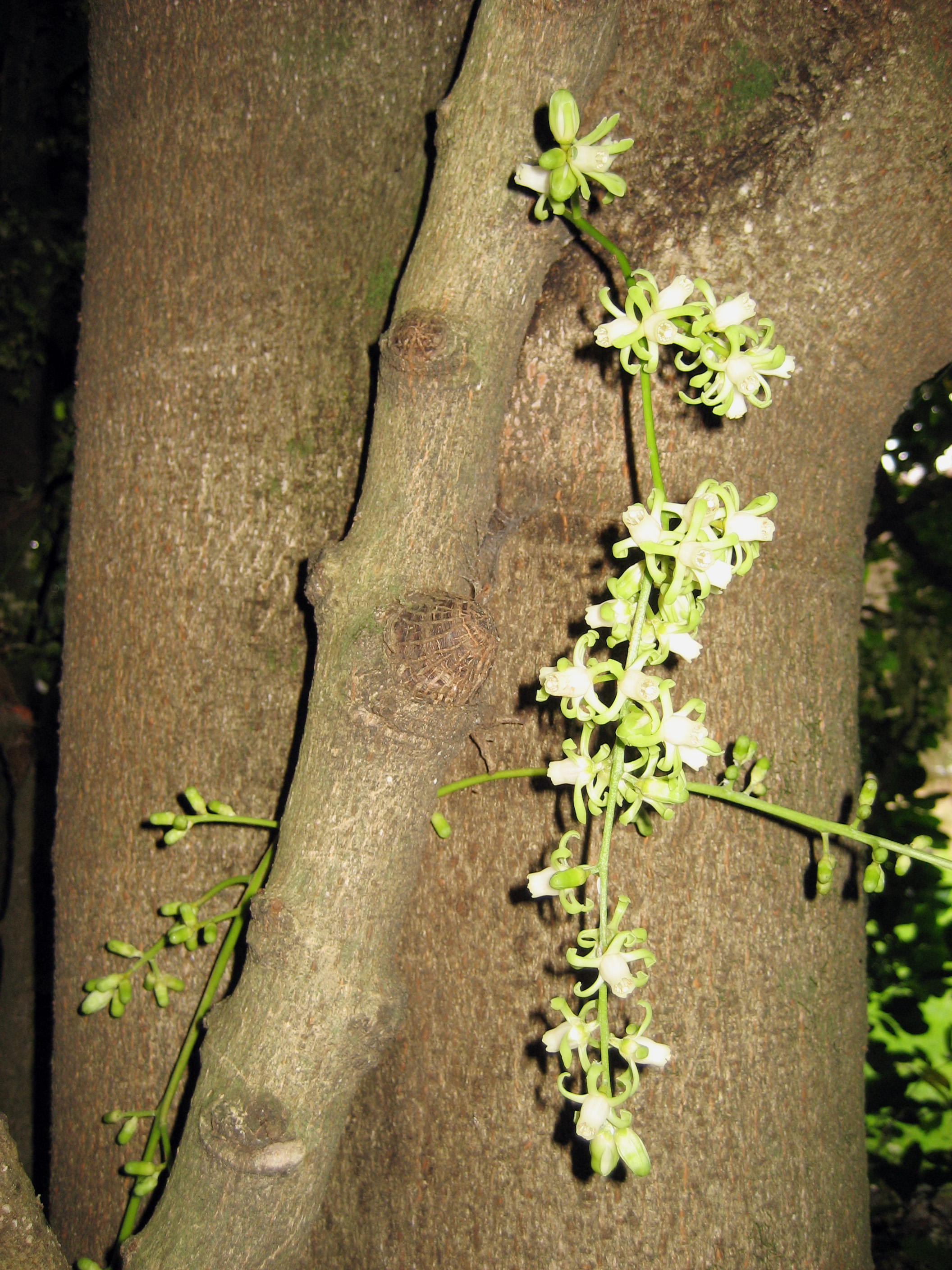
Bloemen
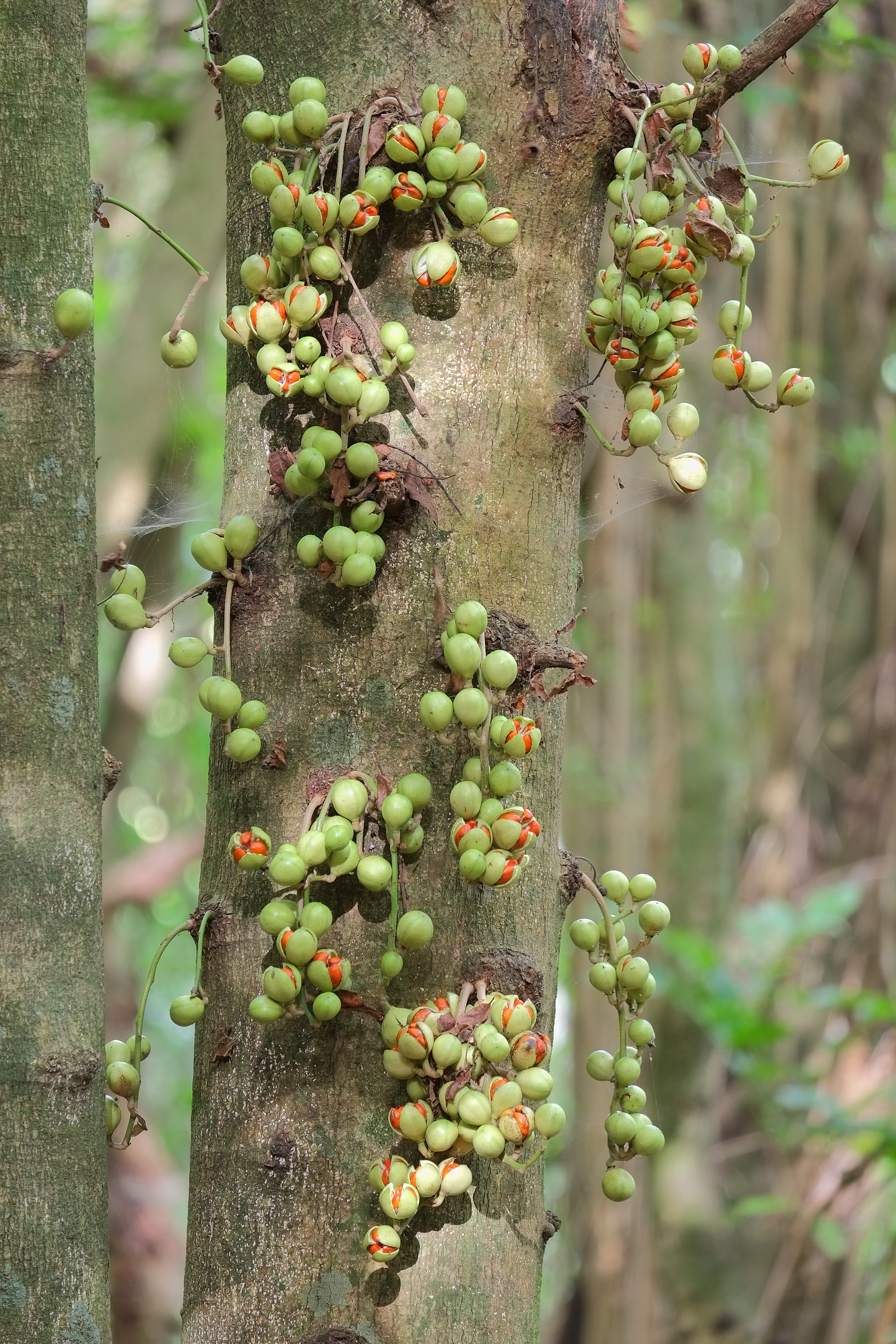
Vruchten

... · 
Aglaia · 
Azadirachta · 
Carapa · 
Khaya · 
Lansium · 
Melia · 
Sandoricum · 
Trichilia · 
Xylocarpus · 
...